# Nanhai (köpinghuvudort i Kina, Hubei Sheng, lat 30,13, long 111,78)
Nanhai (kinesiska: 南海, Nanhai Zhen) är en köpinghuvudort i Kina. Den ligger i provinsen Hubei, i den centrala delen av landet, omkring 250 kilometer väster om provinshuvudstaden Wuhan. Antalet invånare är 57 647. Befolkningen består av 28 762 kvinnor och 28 885 män. Barn under 15 år utgör 11,0 %, vuxna 15-64 år 76 %, och äldre över 65 år 12,0 %.
Runt Nanhai är det tätbefolkat, med 383 invånare per kvadratkilometer. Närmaste större samhälle är Songzi, 5,3 km norr om Nanhai. Trakten runt Nanhai består till största delen av jordbruksmark.
Genomsnittlig årsnederbörd är 1 313 millimeter. Den regnigaste månaden är maj, med i genomsnitt 197 mm nederbörd, och den torraste är december, med 17 mm nederbörd.